# Dingzhou
Dingzhou is een stad in de noordoostelijke provincie Hebei, Volksrepubliek China. Dingzhou is gelegen in de prefectuur Baoding en telt 131.992 inwoners (1999).

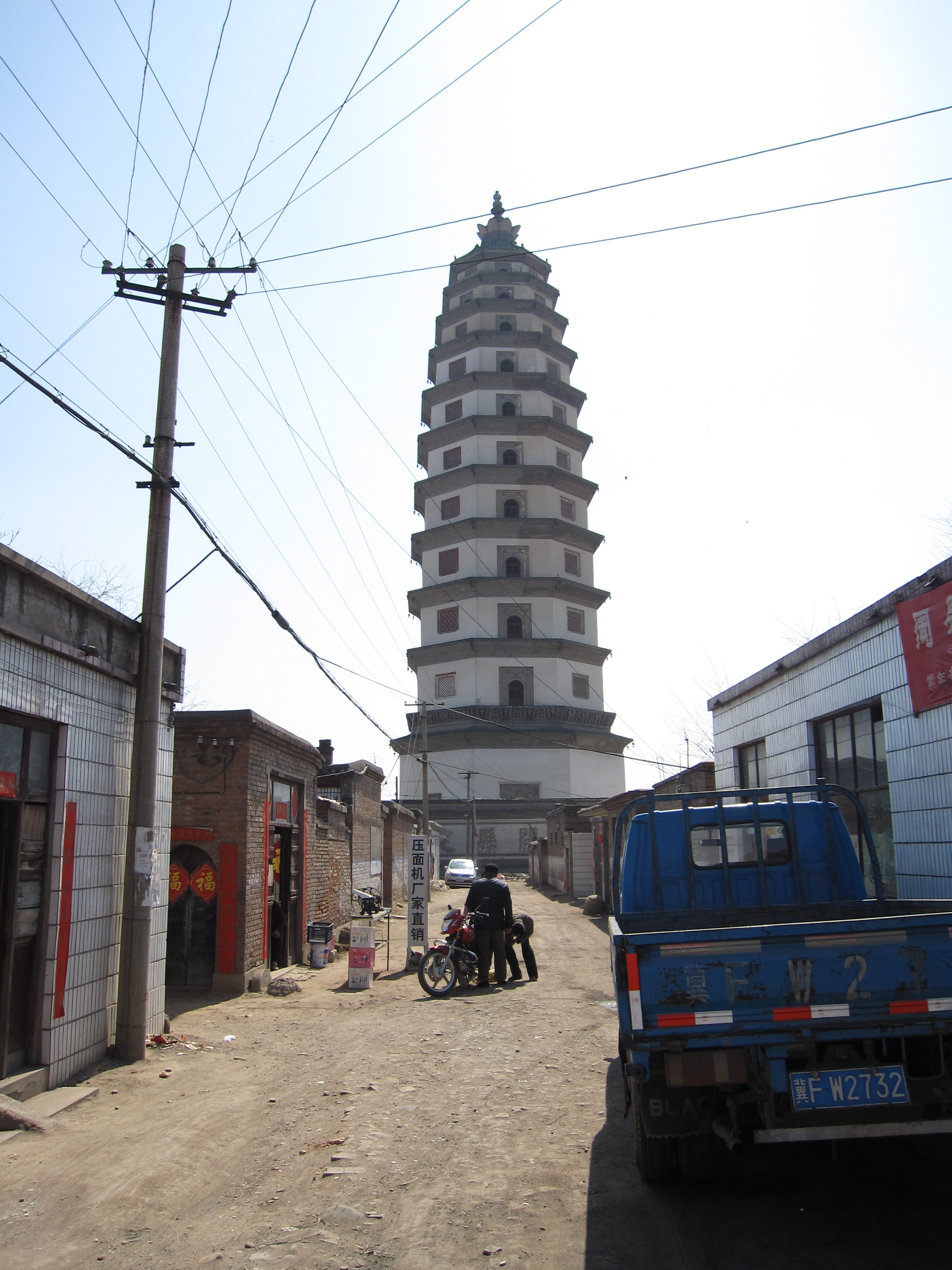
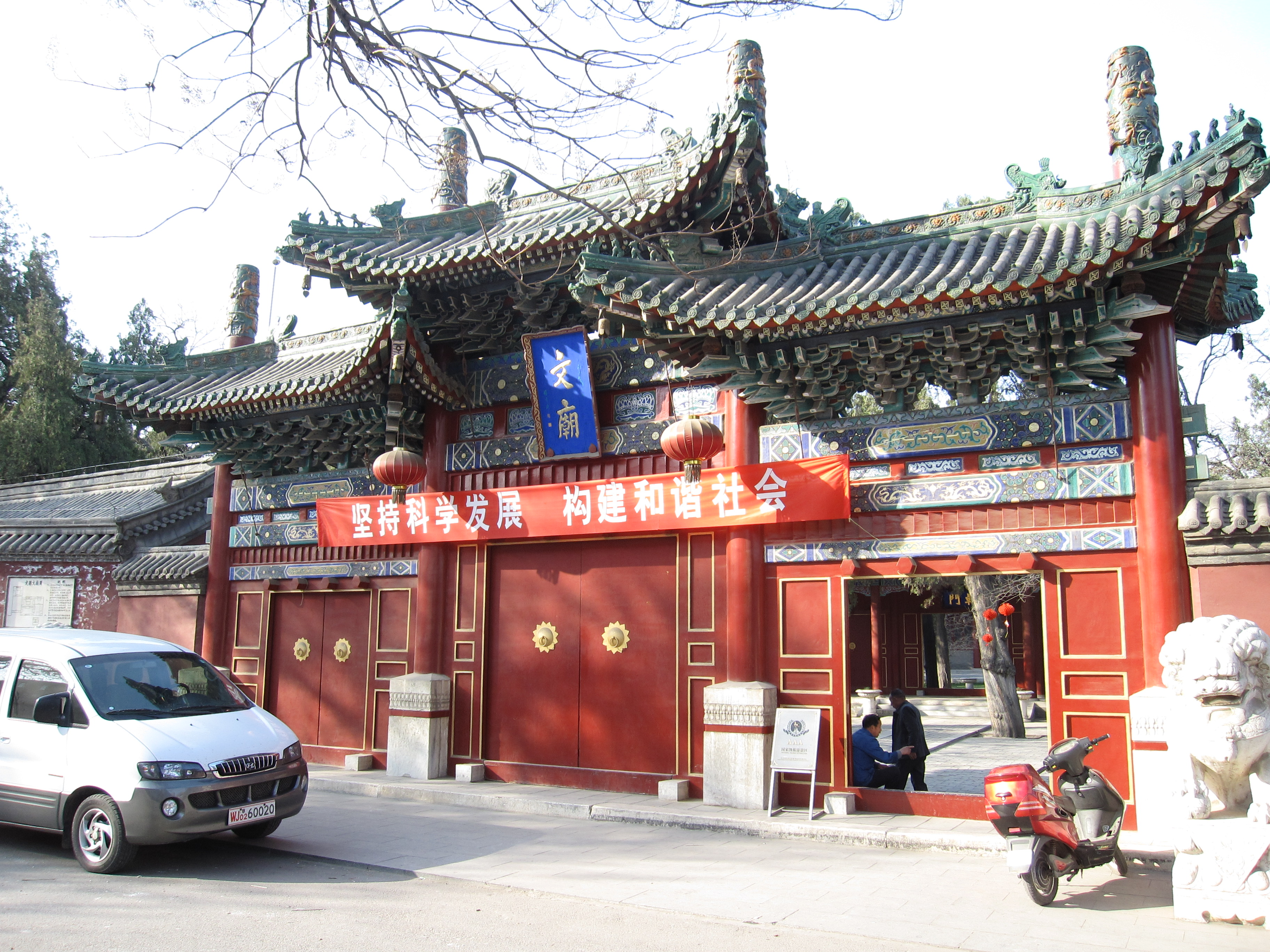
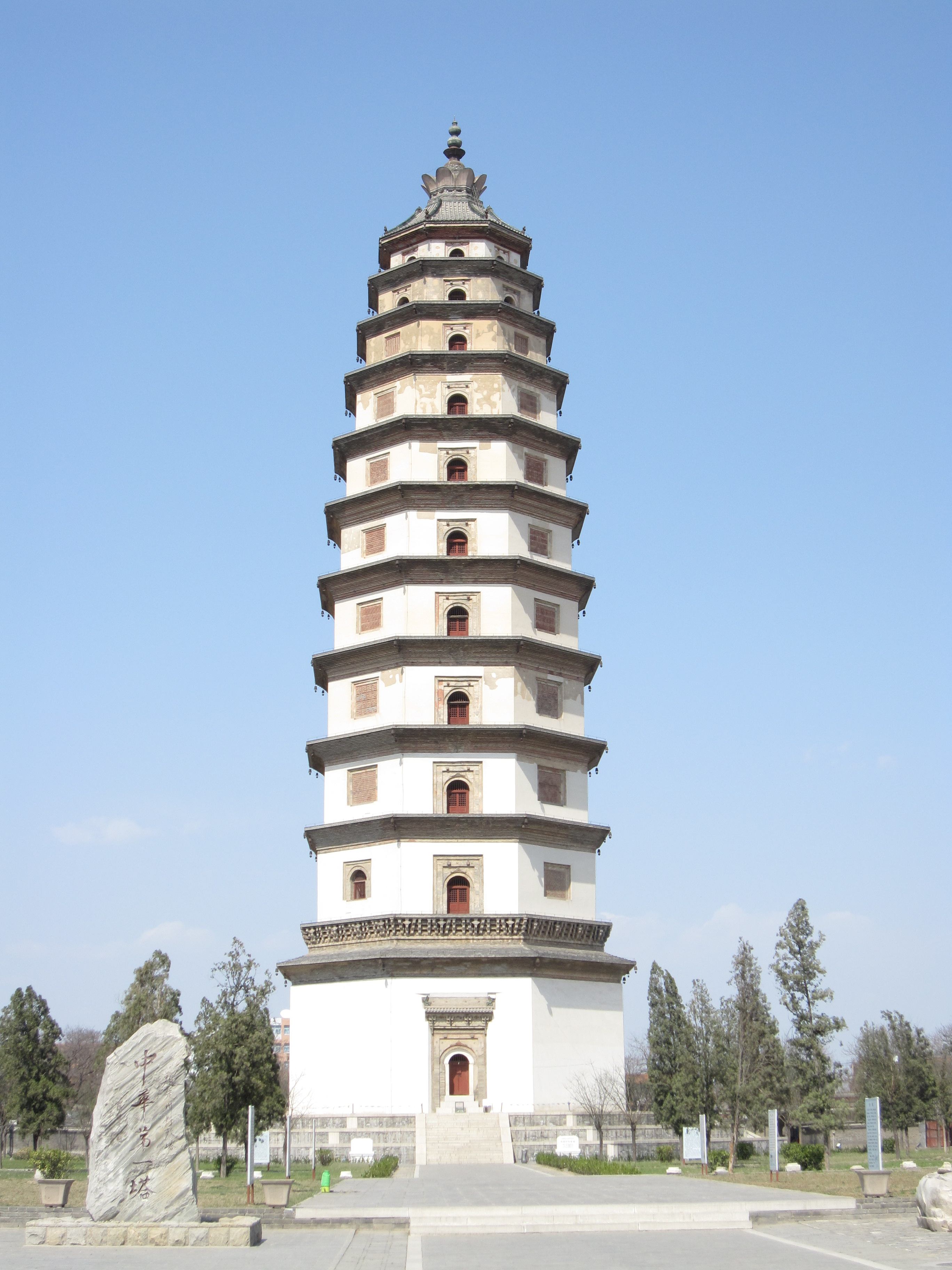
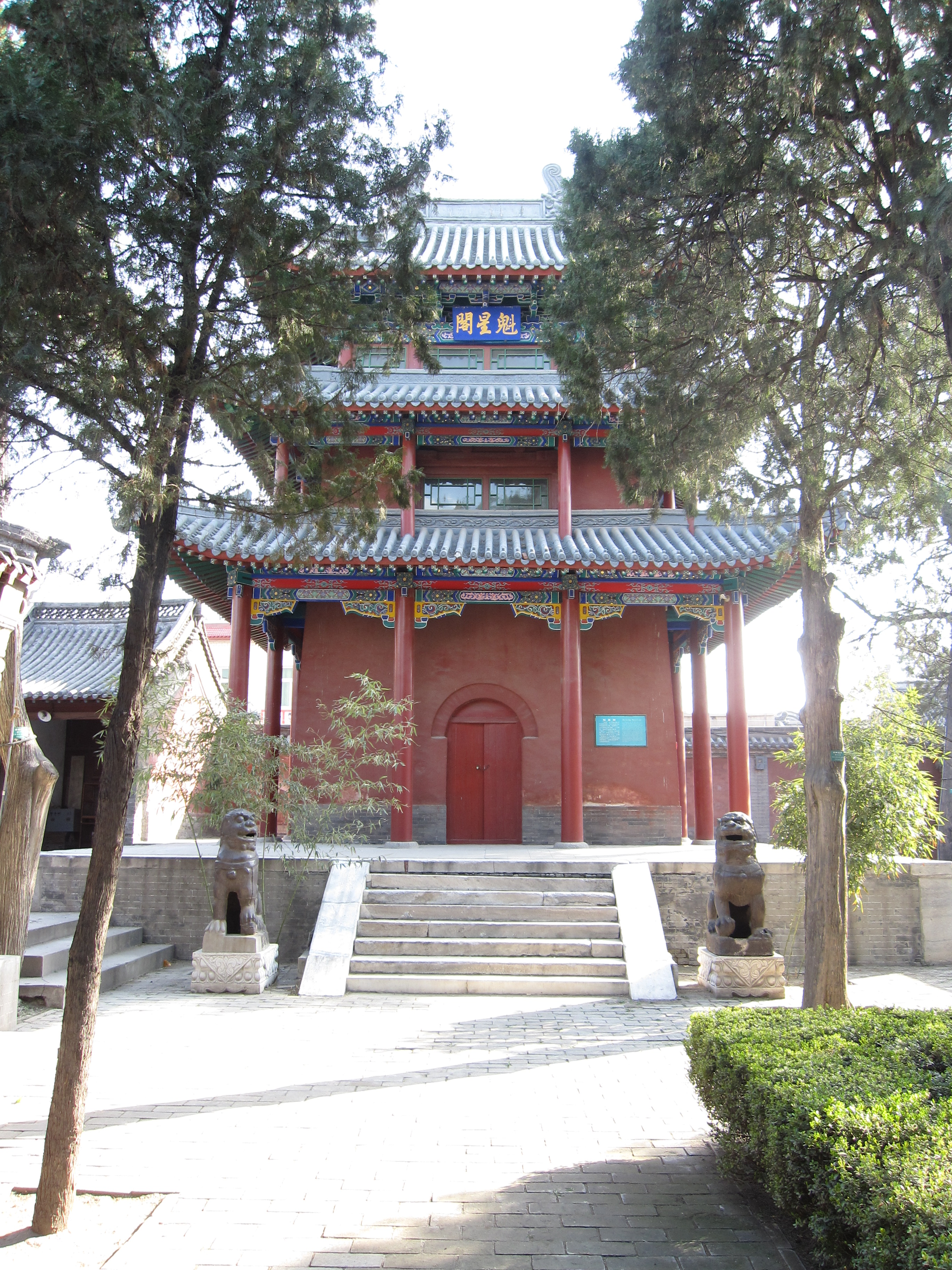